# Avinor
Avinor AS er en norsk statsejet virksomhed, der driver 45 lufthavne og flyvepladser i Norge samt visse sikkerhedsanlæg som radiofyr og kontrolcentraler. Avinor er desuden ansvarlig for Norges flyvekontroltjeneste.
Avinor blev i januar 2003 omdannet til et 100 % statsligt ejet aktieselskab og har siden hørt under Samferdselsdepartementet. Tidligere var det en myndighed, der hed Luftfartsverket. 